# アルウィ・ファルハン
アルウィ・ファルハン・アルハスニー（英語: Alwi Farhan Alhasny、2005年5月12日 - ）は、インドネシアの男子バドミントン選手。インドネシア人で初の世界ジュニア選手権男子シングルスの制覇者。

## 経歴
2023年、世界ジュニア選手権では、準決勝で世界ランク62位、世界ジュニアランク1位のアレックス・ラニアーを破り、決勝ではアジアジュニア王者の胡哲安を破って優勝。男子シングルスでは、インドネシア人で初めての制覇者となった。
2024年のマカオ・オープンでは、19歳にして準決勝に進出。相手は第2シードの伍家朗で、スコアは21-8,18-21,16-21と、かなり善戦するが敗れベスト4となった。